# محیط زیست و تغییر اقلیم کانادا
محیط زیست و تغییر اقلیم کانادا (به فرانسوی: Environnement et Changement climatique Canada) بخشی از دولت کانادا است که مسئول هماهنگی سیاست‌ها و برنامه‌های زیست‌محیطی و همچنین حفظ و تقویت محیط زیست طبیعی و منابع تجدیدپذیر است. همچنین در محاوره با نام پیشین خود، محیط زیست کانادا (Environnement Canada) شناخته می‌شود).